# Гевеке, Павел Павлович
Павел Павлович Гевеке — донецкий скульптор.
Родился 16 июня 1908 года. Умер в 2006 году. Входит в Единый художественный рейтинг.
Создал ряд скульптур и памятников Донецка:
- Памятник Богдану Хмельницкому, копия установлена в Украинске
- Две парных скульптуры у здания ДонУГИ: женщина, олицетворяющая науку и мужчина-шахтёр (совместно с Наумом Абрамовичем Гинзбургом[2][3]). Обе скульптуры в настоящее время разрушены. Скульптура «Наука» не выдержав собственного веса начала разрушаться и была демонтирована в 2008 году. В 2011 году убрали и скульптуру «Труд»[4].
- Горельефы на фасаде здания ДонУГИ (совместно с Наумом Абрамовичем Гинзбургом[2])
- Горельефы на фасаде здания библиотеки имени Крупской (совместно с Наумом Абрамовичем Гинзбургом[2])

Также создал ряд скульптур и памятников в других городах:
- монумент «Пионерам освоения угольного комбайна „Донбасс“» в Торезе
- мемориал погибшим воинам в Старобешево
- два памятника запорожским казакам в Селидово: памятник запорожским кобзарям[5] и памятник неизвестному казаку («Казак в дозоре»[6]
- памятник казаку Морозенко на Саур-Могиле[3]
- Одна из первых послевоенных работ, две скульптуры установленных в ЦУМе Г.Киева.